# Liste des cardinaux créés par Pie X
Au cours de son pontificat de 1903 à 1914, le pape Pie X a créé 50 cardinaux à l'occasion de sept consistoires.
Depuis la mort du cardinal Gennaro Granito Pignatelli di Belmonte, doyen du Sacré Collège, le 16 février 1948, il n'y a plus aucun cardinal vivant connu créé par lui.

## Créés le 9 novembre 1903
- Rafael Merry del Val
- Giuseppe Callegari

## Créés le 11 décembre 1905
- Marcello Spínola y Maestre
- Ottavio Cagiano de Azevedo
- Joaquim Arcoverde de Albuquerque Cavalcanti
- Joszef Samassa

## Créés le 15 avril 1907
- Pierre Paulin Andrieu
- Aristide Cavallari
- Gregorio María Aguirre y García
- Aristide Rinaldini
- Alessandro Lualdi

## Créés le 16 décembre 1907
- Pietro Maffi
- Louis Henri Joseph Luçon
- Benedetto Lorenzelli
- Gaetano De Lai
- Désiré-Joseph Mercier
- Pietro Gasparri

## Créés le 27 novembre 1911
- Gennaro Granito Pignatelli di Belmonte
- Antonio Mendes Bello
- John M. Farley
- William O'Connell
- Diomede Falconio
- Francis Bourne
- Giuseppa Maria Cos y Macho
- Antonio Vico
- Francis Bauer
- Léon Adolphe Amette
- François-Virgile Dubillard
- Francis Nagl
- Anatole de Cabrières
- Gaetano Bisleti
- Giovanni Battista Lugari
- Basilio Pompilj
- Louis Billot
- Willem Marinus van Rossum
- Enriquez Almaraz y Santos

## Créé le 2 décembre 1912
- Károly Hornig  Hongrie

## Créés le 25 mai 1914
- Giacomo Della Chiesa (futur pape Benoît XV)
- Louis-Nazaire Bégin
- Vittoriano Guisasola y Menendez
- Friedrich Gustav Piffl
- Domenico Serafini
- Filippo Giustini
- Michele Lega
- Scipione Tecchi
- Francis Aidan Gasquet
- Francis von Bettinger
- Felix von Hartmann
- János Czernoch
- Hector-Irénée Sevin